# Situation (Lied)
Situation ist ein Song der britischen Synthie-Pop-Band Yazoo. Geschrieben und komponiert wurde er von Vince Clarke und Sängerin Alison Moyet.

## Geschichte
Ursprünglich war das Lied als B-Seite von Yazoos Debütsingle Only You gepresst worden, die auf Platz zwei der UK Singles Charts stieg. Als das Lied als eigene Single in den USA herauskam, kletterte es auf Platz 73 der Billboard Hot 100. Im Sommer 1982 wurde es Yazoos erster Song an der Spitze der Billboard Hot Dance Club Charts und hielt sich dort vier Wochen. Es kletterte auch in den R&B-Charts auf Platz 31. Das Lachen von Alison Moyet wurde in vielen anderen Songs gesampelt, darunter auch der internationale Tanzhit Macarena.
In den Jahren 1990 und 1999 wurde das Lied von verschiedenen DJs, darunter Peter Rauhofer and Richard „Humpty“ Vission neu abgemischt. Die 1999er Remixes wurden in Clubs gespielt, daraufhin stieg Situation im Oktober 1999 zum zweiten Mal auf Platz eins der Billboard Hot Dance Club Charts.

## Verwendung
Das Lied wurde 2002 im Film Die Regeln des Spiels verwendet.
Das Lied wurde mehrmals gesampelt, z. B. in The Saturdays – If This Is Love, Heidi Montag – Body Language oder Flying Steps – In da Arena (Situation).